# Piliocolobus parmentieri
El colobo rojo de Lomami (Piliocolobus parmentieri) es una especie de monkey colobo rojo de África central. Históricamente, había sido tratado como una subespecie del colobo rojo de África central (P. foai'), pero las taxonomías más recientes generalmente lo tratan como una especie separada. 